# Гокера Марія Григорівна
Марія Григорівна Гокера (нар. 20 червня 1958, село Коритне, тепер Вижницького району Чернівецької області) — українська радянська діячка, трактористка колгоспу імені Котовського Березівського району Одеської області. Депутат Верховної Ради УРСР 11-го скликання.

## Біографія
Освіта середня.
З 1975 року — трактористка колгоспу імені Котовського Березівського району Одеської області.
Член КПРС з 1978 року.
Потім — на пенсії в селі Донське Березівського району Одеської області.

## Нагороди
- ордени
- медалі